# Заликовское
Заликовское (Заликовье) — озеро на западе Тверской области России. Находится к югу от города Торопец на реке Торопа (приток Западной Двины). Площадь — 4,87 км², длина — 6,3 км, ширина до 1,8 км. Высота над уровнем моря — 176 метров, длина береговой линии 22,7 километра. Наибольшая глубина — 2,4 метра, средняя глубина 0,82 метра. Происхождение озера моренно-подпрудное.
Озеро вытянуто с севера на юг, берега изрезанные, низменные, местами заболоченные. На озере большое количество островов.
Торопа втекает в озеро Заликовское в северо-восточной его части, в черте города Торопец, юго-западные кварталы которого выходят прямо к берегу озера. Фактически река в этом месте представляет собой километровую протоку из соседнего озера — Соломенного, также заходящего в черту города. Кроме Торопы, в озеро впадают более мелкие реки — Обжа и Тростянка. 
Вытекает Торопа из южной части Заликовского в районе посёлка Речане.
Берега озера используются как сельскохозяйственные угодья и для отдыха. В озере залежи сапропеля.